# محوطه گورستان روستای آلیه
محوطه قبرستان روستای آلیله مربوط به سده‌های میانه دوران‌های تاریخی پس از اسلام است و در شهرستان گرمی، بخش مرکزی، روستای آلیله واقع شده و این اثر در تاریخ ۱۸ اسفند ۱۳۸۷ با شمارهٔ ثبت ۲۴۹۶۲ به‌عنوان یکی از آثار ملی ایران به ثبت رسیده است.